# Glyphocrangon
Glyphocrangon is een geslacht van kreeftachtigen uit de klasse van de Malacostraca (hogere kreeftachtigen).

## Soorten
- Glyphocrangon (Plastocrangon) caecescens
- Glyphocrangon aculeata A. Milne-Edwards, 1881
- Glyphocrangon acuminata Spence Bate, 1888
- Glyphocrangon africana Komai, 2010
- Glyphocrangon alata Faxon, 1893
- Glyphocrangon albatrossae Komai, 2004
- Glyphocrangon alispina Chace, 1939
- Glyphocrangon amblytes Komai, 2004
- Glyphocrangon andamanensis Wood-Mason in Wood-Mason & Alcock, 1891
- Glyphocrangon arduus Komai, 2007
- Glyphocrangon armata Komai, 2004
- Glyphocrangon assimilis de Man, 1918
- Glyphocrangon atlantica Chace, 1939
- Glyphocrangon aurantiaca Holthuis, 1971
- Glyphocrangon boa Komai, 2011
- Glyphocrangon boletifera Komai, 2004
- Glyphocrangon brevis Komai, 2006
- Glyphocrangon caeca Wood-Mason in Wood-Mason & Alcock, 1891
- Glyphocrangon caecescens Wood-Mason in Wood-Mason & Alcock, 1891
- Glyphocrangon cerea Alcock & Anderson, 1894
- Glyphocrangon chacei Komai, 2004
- Glyphocrangon confusa Komai, 2004
- Glyphocrangon conodactylus Komai, 2004
- Glyphocrangon cornuta Komai, 2004
- Glyphocrangon crosnieri Komai, 2004
- Glyphocrangon dentata Barnard, 1926
- Glyphocrangon dimorpha Komai, 2004
- Glyphocrangon elephas Komai, 2005
- Glyphocrangon faxoni de Man, 1918
- Glyphocrangon ferox Komai, 2004
- Glyphocrangon fimbriata Komai & Takeuchi, 1994
- Glyphocrangon formosana Komai, 2004
- Glyphocrangon gilesii Wood-Mason & Alcock, 1891
- Glyphocrangon grandis Komai & Chan, 2008
- Glyphocrangon granulosis Spence Bate, 1888
- Glyphocrangon haematonotus Holthuis, 1971
- Glyphocrangon hakuhoae Takeda & Hanamura, 1994
- Glyphocrangon hastacauda Spence Bate, 1888
- Glyphocrangon holthuisi Kensley, Tranter & Griffin, 1987
- Glyphocrangon humilis Komai, 2006
- Glyphocrangon indonesiensis Komai, 2004
- Glyphocrangon investigatoris Wood-Mason & Alcock, 1891
- Glyphocrangon isos Komai & Chan, 2008
- Glyphocrangon kapala Komai, 2004
- Glyphocrangon lineata Komai, 2004
- Glyphocrangon longipes Komai, 2004
- Glyphocrangon longirostris (Smith, 1882)
- Glyphocrangon longleyi Schmitt, 1931
- Glyphocrangon loricata Faxon, 1895
- Glyphocrangon lowryi Kensley, Tranter & Griffin, 1987
- Glyphocrangon mabahissae Calman, 1939
- Glyphocrangon major Komai, 2004
- Glyphocrangon megalophthalma de Man, 1918
- Glyphocrangon musorstomia Komai, 2006
- Glyphocrangon neglecta Faxon, 1896
- Glyphocrangon nobilis A. Milne-Edwards, 1881
- Glyphocrangon novaecastellum Kensley, Tranter & Griffin, 1987
- Glyphocrangon panglao Komai & Chan, 2008
- Glyphocrangon parva Komai, 2004
- Glyphocrangon parviocullus Komai, 2006
- Glyphocrangon perplexa Komai, 2004
- Glyphocrangon podager Spence Bate, 1888
- Glyphocrangon priononota Wood-Mason & Alcock, 1891
- Glyphocrangon prostrata Komai, 2011
- Glyphocrangon proxima Komai, 2004
- Glyphocrangon pugnax de Man, 1918
- Glyphocrangon punctata Komai, 2004
- Glyphocrangon regalis Spence Bate, 1888
- Glyphocrangon richeri Komai, 2004
- Glyphocrangon rimapes Spence Bate, 1888
- Glyphocrangon robusta Komai, 2004
- Glyphocrangon rubricinctuta Komai, 2004
- Glyphocrangon rudis Komai, 2006
- Glyphocrangon runcinata Komai, 2004
- Glyphocrangon saintlaurentae Komai, 2004
- Glyphocrangon sculpta (Smith, 1882)
- Glyphocrangon sibogae de Man, 1918
- Glyphocrangon sicaria Faxon, 1893
- Glyphocrangon similior Komai, 2004
- Glyphocrangon smithii Wood-Mason in Wood-Mason & Alcock, 1891
- Glyphocrangon speciosa Komai, 2004
- Glyphocrangon spinicauda A. Milne-Edwards, 1881
- Glyphocrangon spinossisima Brand & Takeda, 1996
- Glyphocrangon spinulosa Faxon, 1893
- Glyphocrangon stenolepis Chace, 1984
- Glyphocrangon taludensis Hendrickx, 2010
- Glyphocrangon tasmanica Komai, 2004
- Glyphocrangon unguiculata Wood-Mason & Alcock, 1891
- Glyphocrangon vicaria Faxon, 1896
- Glyphocrangon waginii Burukovsky, 1990